# Shinkansen série 700
Les Shinkansen série 700 sont des rames automotrices à grande vitesse, utilisées sur les lignes Shinkansen Tōkaidō et Sanyō au Japon.
Exploité par la JR Central et la JR West et mis en service en 1999, le Shinkansen série 700 est conçu pour délivrer sensiblement les mêmes performances que sur la série 500 (vitesse maximale de 270 km/h sur le Tōkaidō et 285 km/h sur la Sanyō au lieu de 300 km/h), pour un prix nettement inférieur (24 millions d'euros par rame au lieu de 30).

## Description

### Versions différentes
Les Shinkansen série 700 sont déclinés en trois versions dont deux commerciales, et trois séries différentes (700-B, 700-C et 700-E) :
- Rame standard (700-B ou 700-C) constituée de 16 voitures, en livrée blanche avec un liseré bleu, circulant en Kodama, Hikari et Nozomi sur les lignes Shinkansen Sanyō et Tōkaidō. Ils comportent trois voitures en « Green Car » (première classe, les voitures 8, 9 et 10) et treize en classe standard dont plusieurs sous réservations (dix en Nozomi : de 4 à 7 et de 11 à 16 ; huit en Hikari : les 6 et 7 et de 11 à 16 ; trois en Kodama : les 11, 12 et 16). Les sièges sont disposés en 2+2 en Green Car (200 places) et en 3+2 en classe standard (1 123 places). Il comporte également trois voitures pour fumeurs (les 3, 10, 15 et 16) tandis que les douze autres sont non-fumeurs. Les différences entre les 700-B et les 700-C sont essentiellement techniques : les plus anciennes et les plus nombreuses actuellement en service (60 rames livrées entre 1999 et 2005) sont les rames 700-C, tandis que les 700-B circulant aujourd'hui sont au nombre de 15 mises en service entre 2002 et 2005, avec le même moteur (WDT205A contre TDT204 pour les C) et le même porteur (WTR7002 contre TTR7002 pour les C) que les 700-E[5].

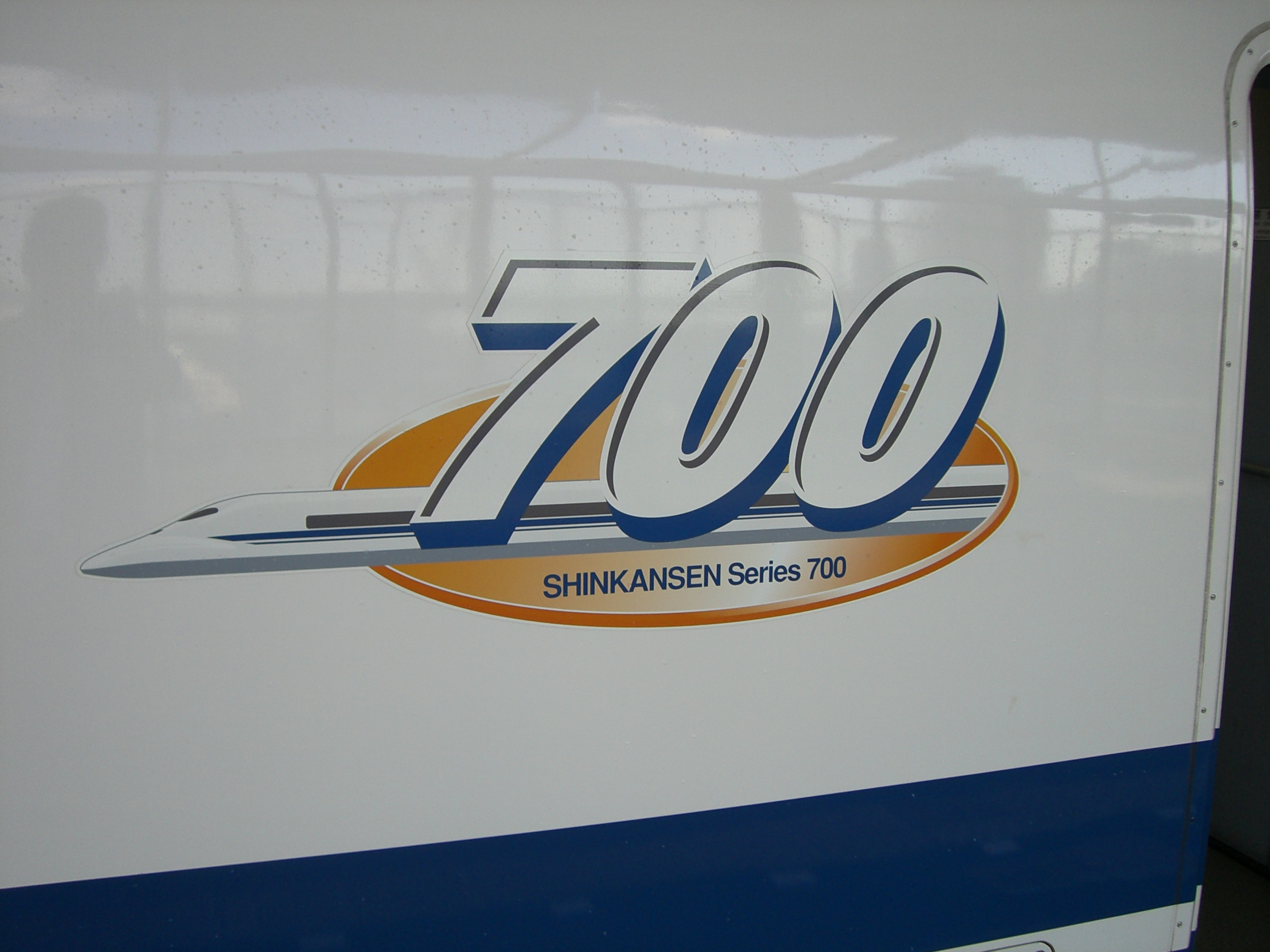
Logo du 700
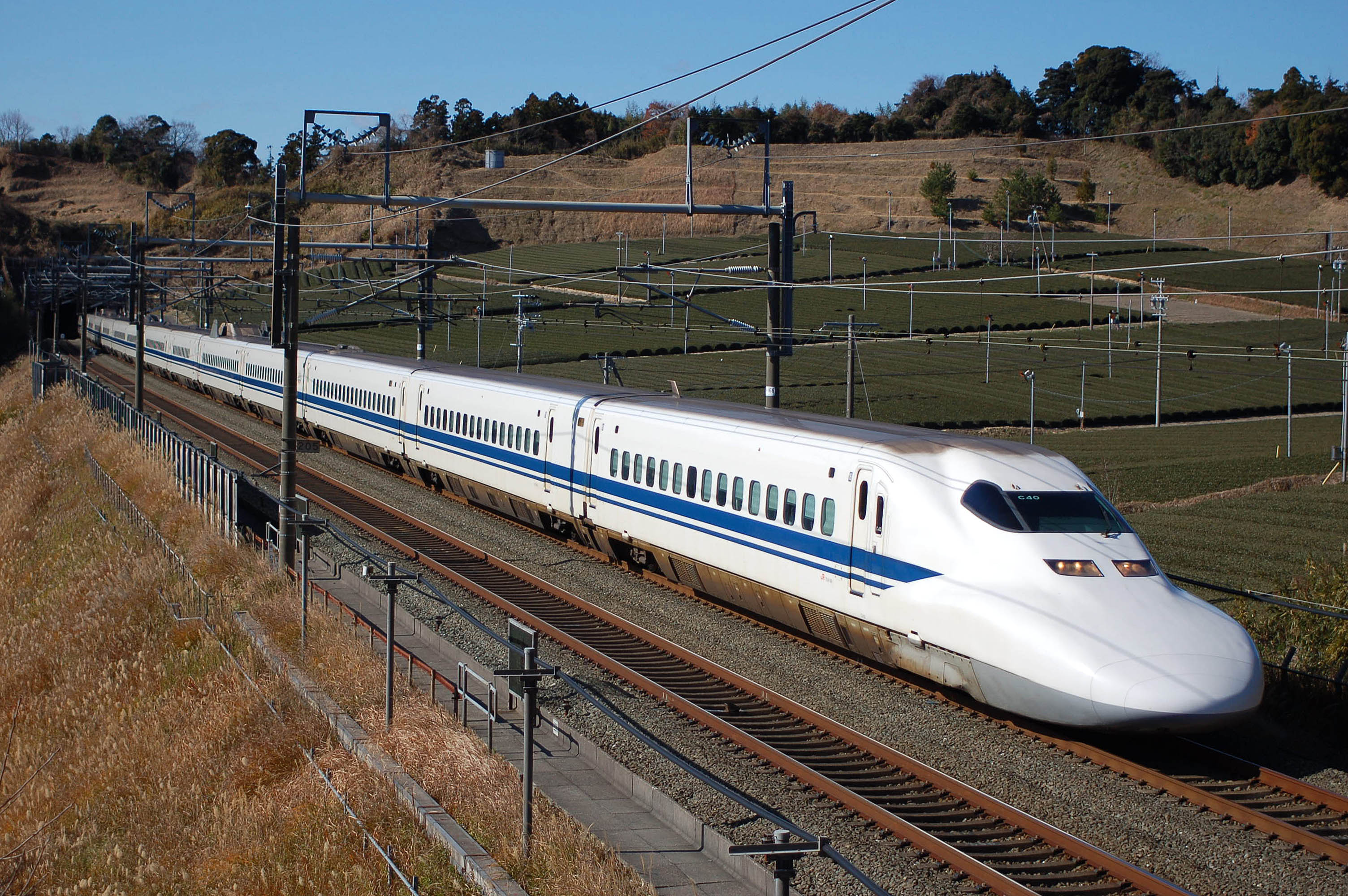
Shinkansen 700 Standard
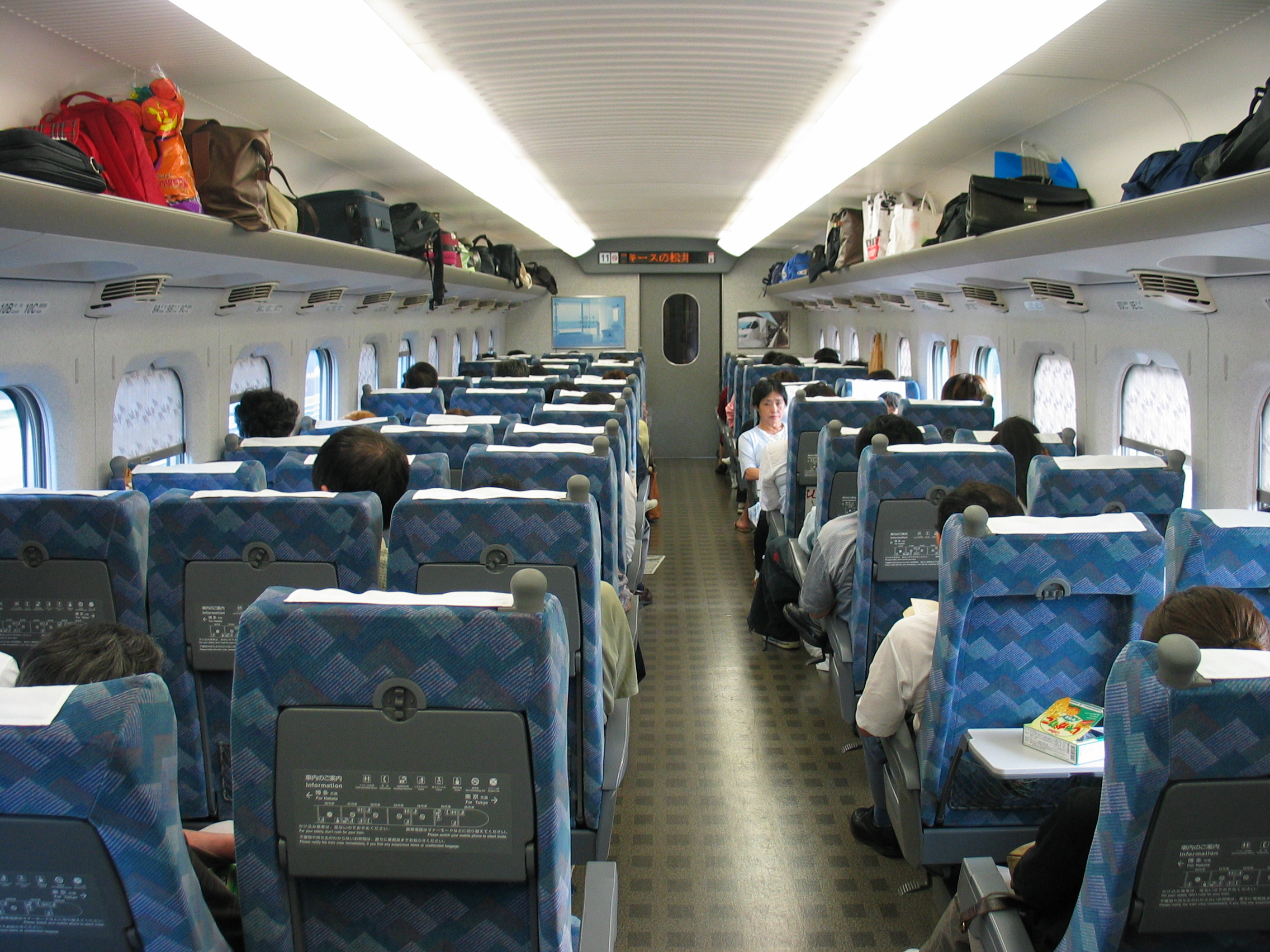
Intérieur des classes standards
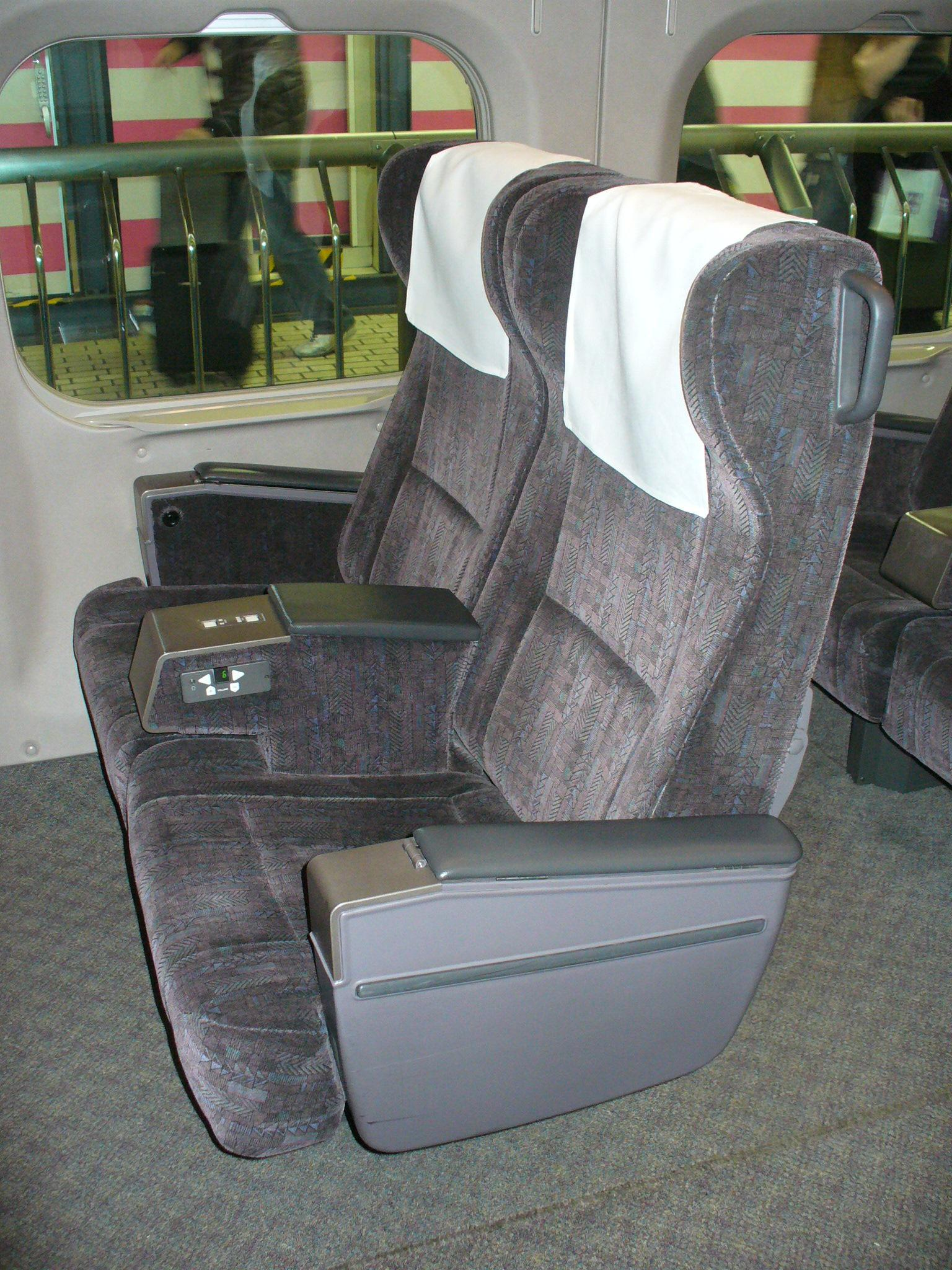
Sièges des Green car

- Rame 700-E constituée de 8 voitures, en livrée grise avec le contour des fenêtres en noir et avec un liseré jaune. Il s'agit des Hikari Rail Star, sous-catégorie des Hikari qui ne circulent que sur la ligne Shinkansen Sanyō. Elles ne comportent pas de Green Car, mais toutes sauf le H540 (Hiroshima-Ōsaka) et le H543 (Ōsaka-Fukuoka) comportent cinq voitures sur réservation (les 4, 5, 6, 7 et 8) dont quatre avec des sièges répartis en rangées de 2+2 et une (la 8) avec des compartiments de 4 sièges, et une, le « Silence Car » (la voiture 4), est sans bruit et donc sans annonces des contrôleurs afin de permettre le repos des passagers. Les trois premières voitures, sans réservation, ont des rangées de 3+2 sièges. Deux Hikari Rail Star ont un aménagement différent : le H540 qui n'a que des voitures sans réservation (à l'exception de la huitième qui reste à compartiments) et est sans Silence Car, et le H543 qui n'a que trois voitures sur réservation (les 6, 7 et 8 qui est aussi à compartiments) et là encore sans Silence Car. Tous les Hikari Rail Star n'ont sinon que deux voitures fumeurs (2 et 6). La capacité totale est de 571 sièges. Enfin, une rame 700 à 8 voitures circule aussi en Kodama sur l'ensemble de la ligne Shinkansen Sanyō, avec le même aménagement que le H540. 16 rames 700-E du Hikari Rail Star circulent actuellement, toutes mises en service entre 2000 et 2006.

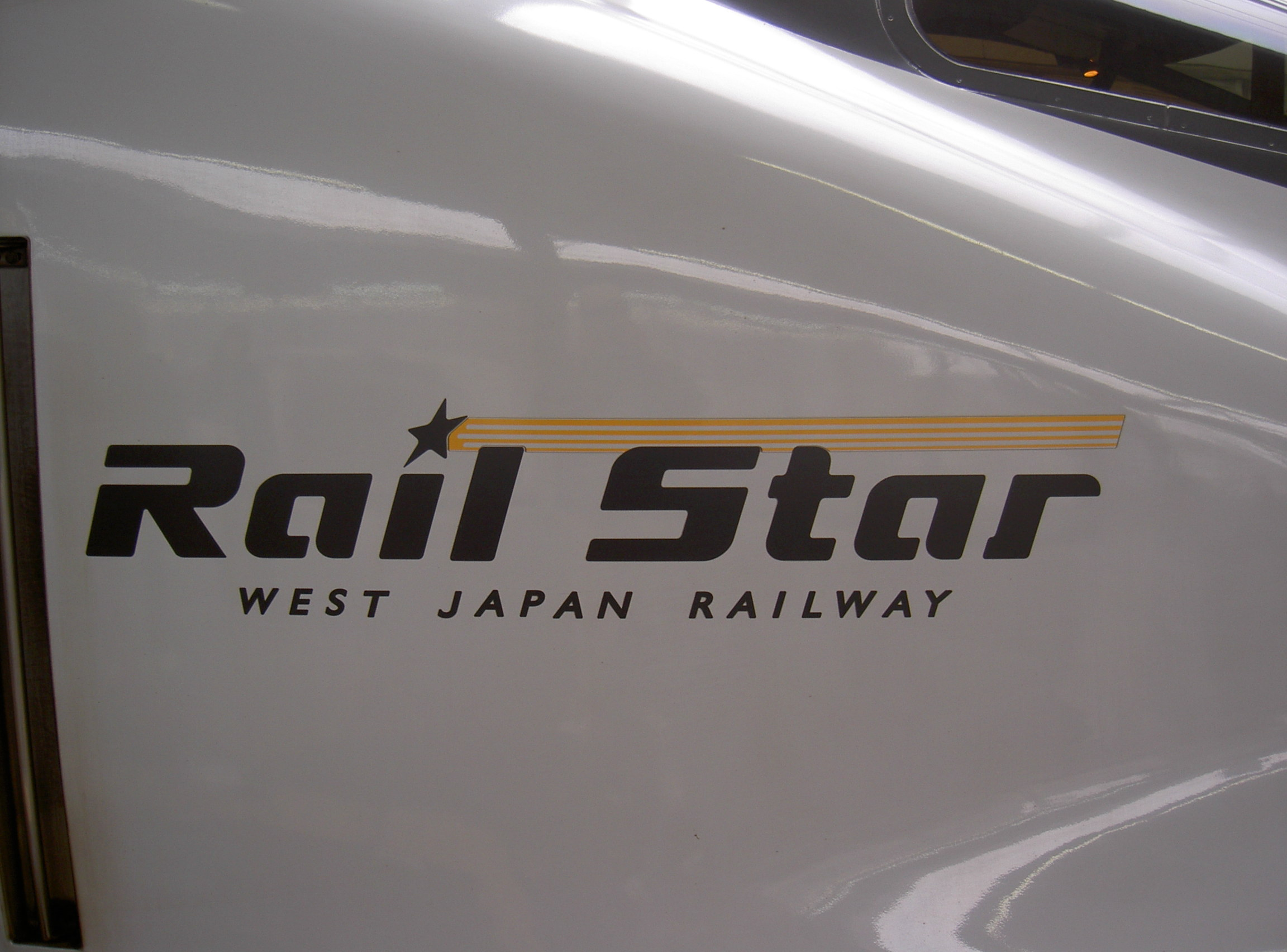
Logo du Hikari Rail Star
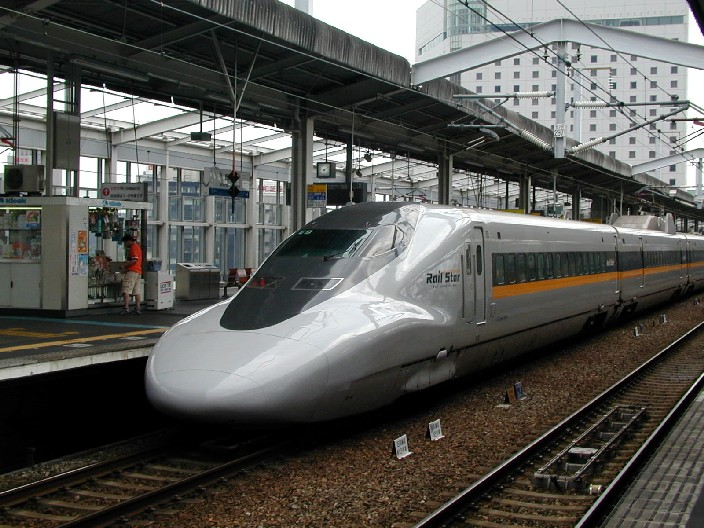
Rame Shinkansen 700-E du Hikari Rail Star à la gare d'Okayama

- Rame Doctor Yellow de 7 voitures : deux Shinkansen 700 (le T4, de modèle 923, appartenant à la JR Central et mis en service en 2000, et le T5, de modèle 923-3000, appartenant à la JR West et mis en service en 2005) qui servent de trains-tests (non commerciaux) sur les lignes Tōkaidō et Sanyō. Comme tous les Doctor Yellow, leur livrée est jaune, agrémentée du liseré bleu des 700 Standard.

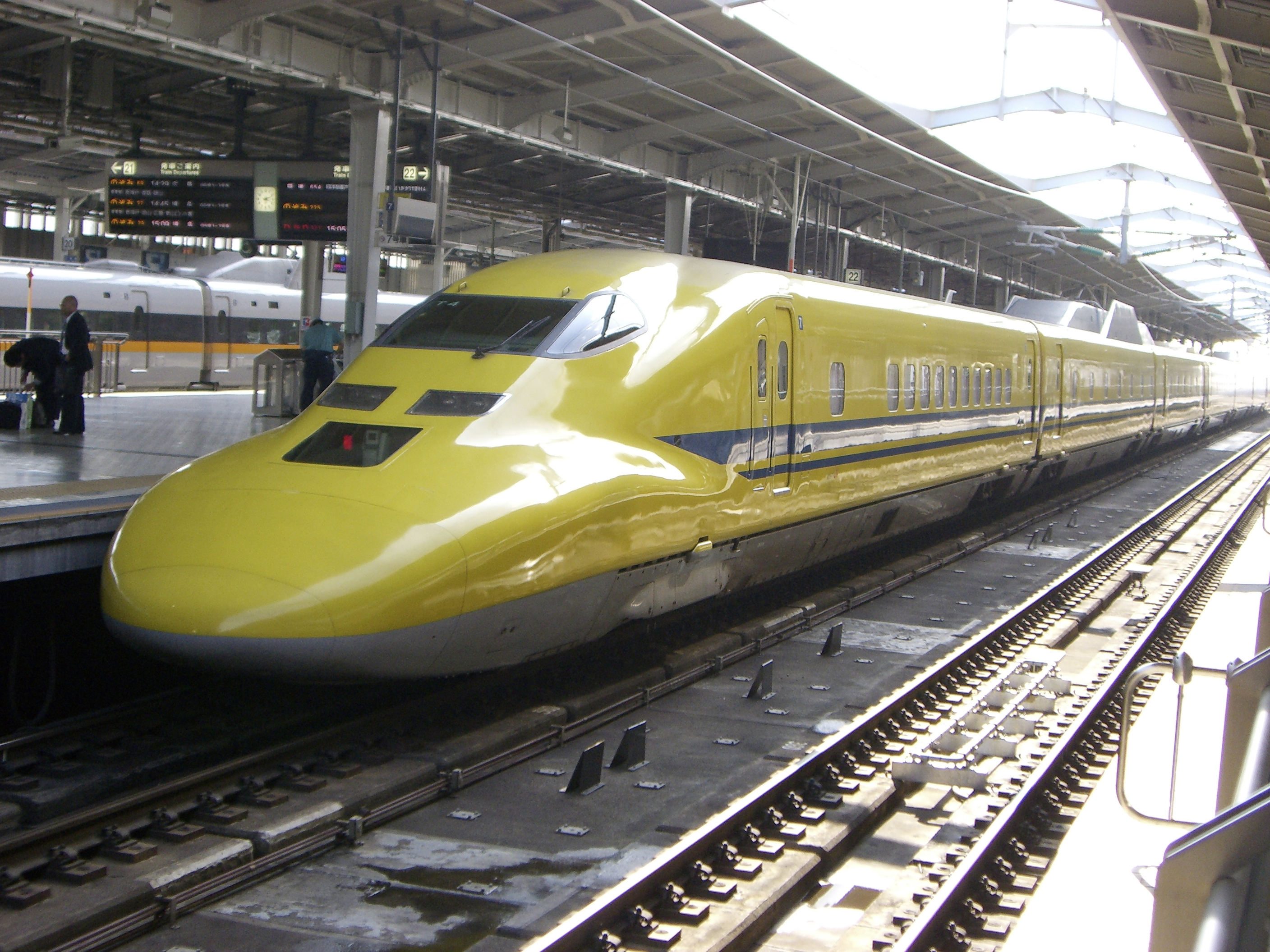
Doctor Yellow T4

### Conception
Les objectifs majeurs lors de la conception de ce train ont été la réduction des nuisances acoustiques ainsi que la réduction du coût de fabrication.
L'avant du train, qui reprend la forme d'un bec de canard, est conçu pour limiter l'onde de choc acoustique à la sortie de tunnels lors de leur pénétration à haute vitesse (dû à l'effet piston).
Par rapport à la série 500, le coût de fabrication a été réduit en abandonnant la suspension active, en réduisant le nombre d'essieux moteurs de 64 (tous les essieux) à 48 (3 voitures sur 4) et en adoptant un pantographe conventionnel, et est ainsi passé de 5 milliards de yen (environ 30 millions d'euros) pour une rame de 16 voitures de la série 500 à 4 milliards (24 millions d'euros) pour un train de même taille de la série 700.  
La traction électrique est distribuée sur la longueur de la rame (trois voitures sur quatre sont motorisées), les onduleurs sont réversibles ce qui rend le train capable de faire du freinage à récupération.
Depuis 2006, 91 Shinkansen 700 ont été mis en circulation dont soixante 700-C, seize 700-E (Hikari Rail Star) et quinze 700-B.  
Les Shinkansen série N700 et 800 ainsi que le Taiwan High Speed 700T ont été développés sur la base du Shinkansen 700.

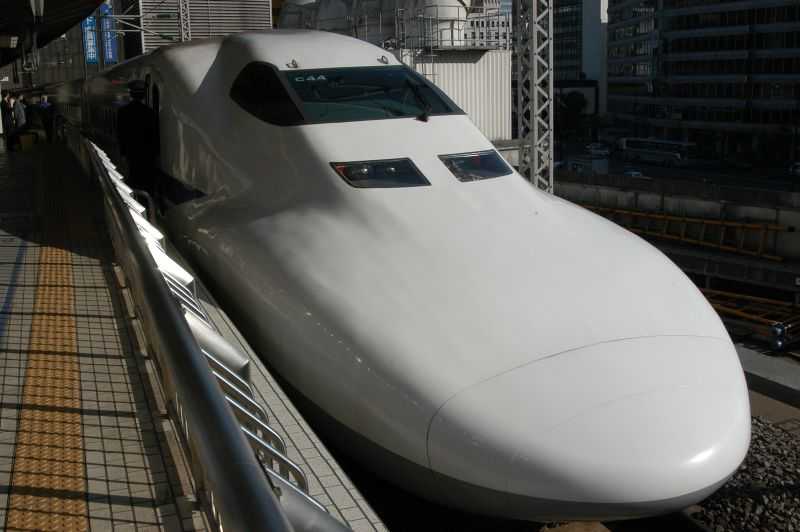
Le « bec de canard » caractéristique des Shinkansen 700
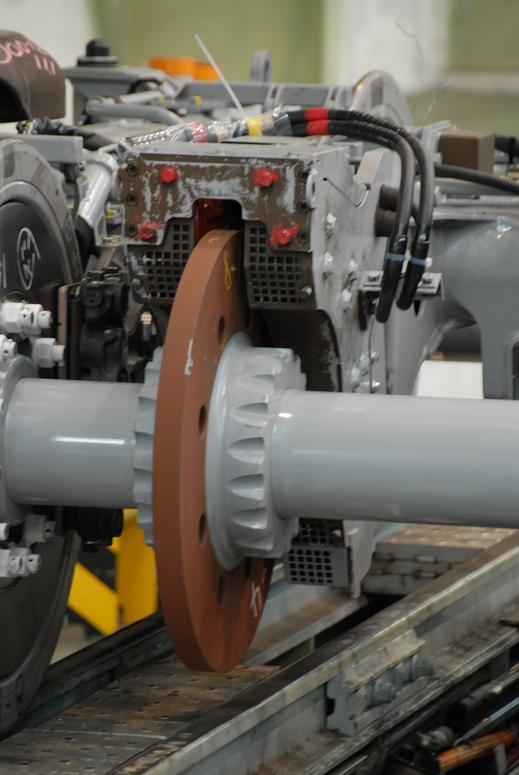
Système de freinage du Shinkansen 700

## Élément préservé
La voiture d'extrémité no 723-9001 de la rame prototype est exposée au SCMaglev and Railway Park de Nagoya.